# San Bartolomé de la Torre
San Bartolomé de la Torre ist eine spanische Gemeinde in der Provinz Huelva in der Autonomen Region Andalusien. 2024 hatte die Gemeinde 4.036 Einwohner. Sie befindet sich in der Comarca Andévalo.

## Geografie
Die Gemeinde grenzt an die Gemeinden Gibraleón und Villanueva de los Castillejos.

## Geschichte
Bis zum 19. Jahrhundert gehörte der Ort zur Markgrafschaft Gibraleón.